# Marco Antônio de Almeida Ferreira
Marco Antônio de Almeida Ferreira (født 20. december 1965) er en tidligere brasiliansk fodboldspiller.
Han har spillet for flere forskellige klubber i sin karriere, herunder Kashiwa Reysol.